# Pseudocalamobius montanus
Pseudocalamobius montanus är en skalbaggsart som beskrevs av Hayashi 1959. Pseudocalamobius montanus ingår i släktet Pseudocalamobius och familjen långhorningar. Inga underarter finns listade i Catalogue of Life.